# کلستان سفلی
کلستان سفلی یکی از روستاهای کرد نشین استان اردبیل در بخش مرکزی شهرستان خلخال و از روستاهای کرمانج نشین منطقه مرکزی دهستان سنجبد شرقی دربخش مرکزی شهرستان خلخال است.

## موقعیت
روستا در ارتفاع ۱۹۹۰ متری از سطح دریا قرارگرفته و از غرب به لنبر، از سمت جنوب غربی به نواشانق از سمت جنوب به کلار، غفورآباد و آغ‌بلاغ و از سمت شرق به حاجی‌آباد منتهی می‌شود.

## جمعیت
کلستان سفلی در سرشماری عمومی نفوس و مسکن سال ۱۳۸۵ دارای ۶۳ خانوار با ۲۶۱ نفر جمعیت بود که ۱۲۰ نفر آن مرد و ۱۴۱ نفر زن بودند. این تعداد درسال ۱۳۹۰ به ۵۸ خانوار با ۱۹۲ نفر کاهش می‌یابد.».

## امکانات
امکانات تحصیلی در مقاطع ابتدایی و راهنمایی به صورت مختلط برای اهالی فراهم است. روشنایی منازل و معابر آبادی ازطریق شبکه سراسری برق تأمین می‌گردد. آب آشامیدنی روستا لوله‌کشی شده و بهداشتی است. خانه بهداشت با خدمات بهورزی در روستا وجود دارد. راه ارتباطی کلستان سفلی (کَلستانَ ژِر) آسفالت است. عملیات گازرسانی به روستای کلستان سفلی (کَلستانَ ژِر) و بعضی دیگر از روستاهای کرمانج نشین دهستان سنجبد شرقی انجام گرفته است.